# Phong Châu (phường)
Phong Châu là một phường thuộc thị xã Phú Thọ, tỉnh Phú Thọ, Việt Nam.

## Địa lý
Phường Phong Châu nằm ở trung tâm thị xã Phú Thọ, có vị trí địa lý:
- Phía đông giáp xã Hà Thạch
- Phía tây giáp và các phường Âu Cơ và Hùng Vương
- Phía nam giáp huyện Tam Nông
- Phía bắc giáp các xã Hà Lộc và Văn Lung.

Phường Phong Châu có diện tích 1,90 km², dân số năm 2018 là 5.755 người, mật độ dân số đạt 3.029 người/km².

## Lịch sử
Sau năm 1975, phường Phong Châu thuộc thị xã Phú Thọ.
Phường Phong Châu là một trong ba phường nội thị của thị xã Phú Thọ được thành lập theo Quyết định số: 64/QĐ- UB, ngày 27/2/1981 của UBND Tỉnh Vĩnh Phú, phường được phát triển trên cơ sở từ tiểu khu hành chính Phong Châu. Có diện tích tự nhiên gần 1 km 2. Từ khi mới thành lập, toàn phường có 544 hộ gia đình với  3.398 nhân khẩu (bao gồm cả công nhân viên các cơ quan, doanh nghiệp đóng chân trên địa bàn), trong đó dân số ổn định là 2.395 người.
Năm 2018, phường Phong Châu có diện tích 0,74 km², dân số là 4.071 người, mật độ dân số đạt 5.501 người/km².
Ngày 17 tháng 12 năm 2019, Ủy ban Thường vụ Quốc hội ban hành Nghị quyết 828/NQ-UBTVQH14 về việc sắp xếp các đơn vị hành chính cấp xã thuộc tỉnh Phú Thọ (nghị quyết có hiệu lực từ ngày 1 tháng 1 năm 2020). Theo đó, sáp nhập 1,16 km² diện tích tự nhiên và 1.684 người của phường Trường Thịnh vừa giải thể vào phường Phong Châu.
Sau khi sáp nhập, phường Phong Châu có diện tích 1,90 km², dân số là 5.755 người.